# Ronde van Argentinië
De Ronde van Argentinië (Spaans: Vuelta a la Argentina) was een etappekoers in Argentinië. In 1952 werd de wedstrijd eenmalig georganiseerd en gewonnen door de Belg Rik Van Steenbergen. In 1990 organiseerde de Argentijnse wielerbond de wedstrijd opnieuw, onder de naam Ronde van de Republiek Argentinië. Na drie edities stopte de koers. In 1999 werd de ronde wederom nieuw leven in geblazen en nog tweemaal verreden. Vanwege een dodelijk ongeval van de Spanjaard Saúl Morales in 2000 werd de koers in 2001 geannuleerd. In 2006 zou de ronde opnieuw georganiseerd worden voor de UCI America Tour, maar werd alsnog geannuleerd.
In 1999 en 2000 had de koers een UCI-classificatie van 2.5.